# Adolf Kurrein

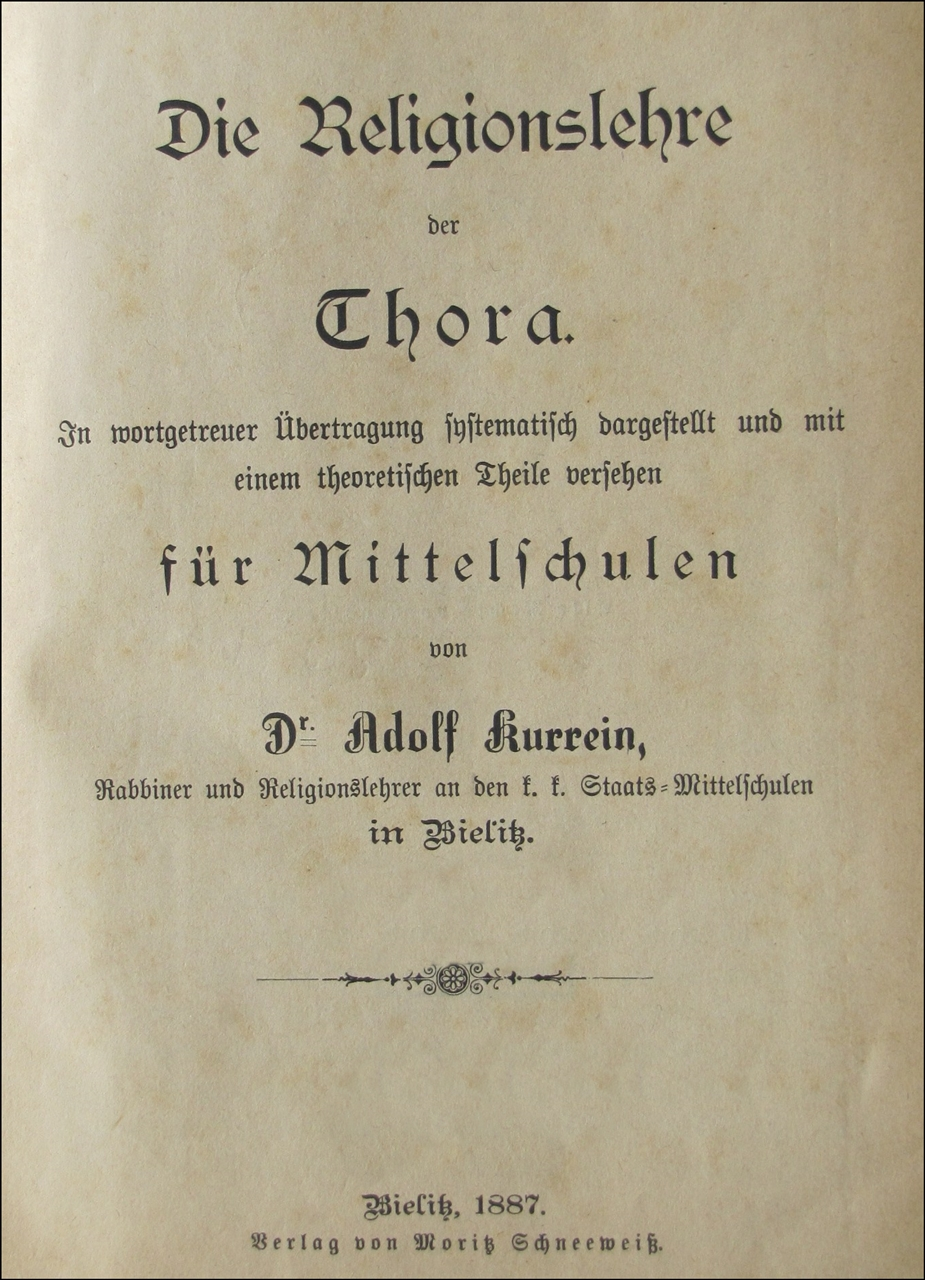
Adolf Kurrein, Religijne doktryny Tory dla szkół średnich, Bielsko 1887

Adolf Kurrein (ur. 28 stycznia 1846 w Třebíču, zm. 23 października 1919 w Cieplicach) – austriacki rabin, teolog i działacz syjonistyczny.

## Życiorys
Urodził się w Trzebiczu na Morawach w rodzinie żydowskiej. Ukończył studia filozoficzne na Uniwersytecie Wiedeńskim. W 1872 pełnił funkcję rabina St. Pölten, następnie w latach 1872–1882 rabina Linzu. W 1882–1888 pełnił funkcję rabina Bielska. Był zwolennikiem reform w liturgii żydowskiej, w tym zwiększenia roli organów w czasie nabożeństw. Od 1888 do śmierci mieszkał w Cieplicach. W latach 1894–1896 wraz z S. Sternem i I. Zeiglerem redagował miesięcznik Jüdische Chronik, a w latach 1897–1902 już samodzielnie. Był autorem wielu haseł do Jewish Encyclopedia.
Jego żoną była Jessie z domu Loewe (ur. 1 czerwca 1849 w Broadstairs, zm. 25 sierpnia 1934 w Wiedniu), córka Louisa i Emmy z domu Silberstein.

## Wybrane publikacje
- 1900: Brauchen die Juden Christenblut
- 1899: Bibel, Heidentum, und Heidenbekehrung
- 1898: Judaa und Rom
- 1897: Der Grabstein
- 1896: Das Kaddisch
- 1893: Patriarchenbilder: I. Abraham
- 1892: Der Friede
- 1892: Die Pflichten des Besitzes
- 1890: Die Sociale Frage im Judentume
- 1890: Arbeit under Arbeiter
- 1887: Traum und Wahrheit
- 1887: Die Religionslehre der Thora
- 1885: Die Frau im Jüdischen Volke
- 1882: Maggid le-Adam
- 1880: Magid Mereshit